# Mjukmussling
Mjukmussling (Crepidotus mollis) är en svampart som först beskrevs av Jakob Christan Schaeffer, och fick sitt nu gällande namn av Friedrich Staude ( -1861) 1857. Enligt Catalogue of Life ingår Mjukmussling i släktet rödmusslingar, och familjen Inocybaceae, men enligt Dyntaxa är tillhörigheten istället släktet rödmusslingar, och familjen Crepidotaceae. Arten är reproducerande i Sverige. Inga underarter finns listade i Catalogue of Life.

## Källor

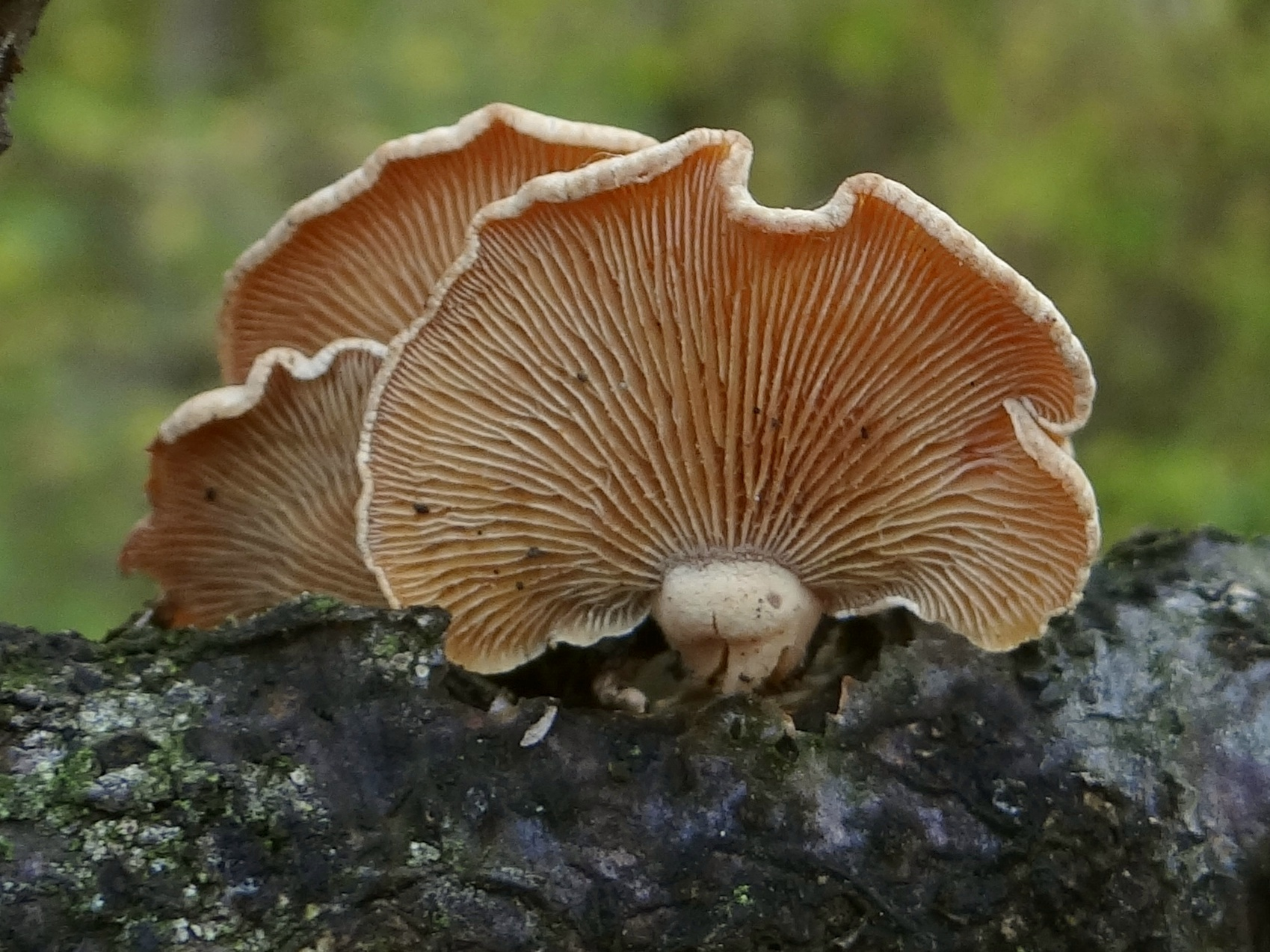